# Argon 18
Argon 18 is een Canadees fietsenmerk, dat in 1989 werd opgericht door oude-wielrenner Gervais Rioux in Montreal, Quebec. De naam is een verwijzing naar het scheikundige element Argon, dat 18 als atoomnummer heeft. Argon 18 is sponsor van professionele wielerploegen en triatleten.
In juni 2017 werd het team de leverancier voor het Canadese Olympische team in 2020 voor weg-, baan- en tijdritfietsen.

## Gesponsorde wielerploegen
Argon 18 heeft in de loop van de jaren fietsen geleverd aan de volgende wielerploegen:
- Astana Pro Team (2017-2019)
- BORA-Argon18 (2015-2016)
- Jelly Belly p/b Maxxis
- Silber Pro Cycling
- Champions System-Stan'sNoTubes (2014-2016)
- Team Virtu Cycling